# Insomniac Games
Insomniac Games är ett amerikanskt datorspelsföretag som ofta samarbetat med Sony Computer Entertainment men fortfarande är oberoende. Företaget grundades år 1994 och har släppt prisbelönta tv-spel till Playstation, Playstation 2 och Playstation 3. De har bland annat skapat Spyro the Dragon-spelen, Disruptor och Ratchet & Clank-franchisen, vilka sammanlagt sålde över 25 miljoner kopior världen över och vann dussintals priser. Insomniac Games släppte år 2006 spelet Resistance: Fall of Man (2007 i Europa) vilket var ett förstapersonsskjutar-spel och en av Playstation 3:s lanseringstitlar. Insomniac har även utvecklat Ratchet & Clank Future: Tools of Destruction, deras första Ratchet & Clank-titel till Playstation 3, samt deras tredje Playstation 3-titel, Resistance 2, hösten 2008.

## Spel
| Speltitel                                    | Datum | Spelkonsol                                 |
| -------------------------------------------- | ----- | ------------------------------------------ |
| Disruptor                                    | 1996  | Playstation                                |
| Spyro the Dragon                             | 1998  | Playstation                                |
| Spyro 2: Ripto's Rage!                       | 1999  | Playstation                                |
| Spyro: Year of the Dragon                    | 2000  | Playstation                                |
| Ratchet & Clank                              | 2002  | Playstation 2                              |
| Ratchet & Clank: Going Commando              | 2003  | Playstation 2                              |
| Ratchet & Clank: Up Your Arsenal             | 2004  | Playstation 2                              |
| Ratchet: Deadlocked                          | 2005  | Playstation 2                              |
| Resistance: Fall of Man                      | 2006  | Playstation 3                              |
| Ratchet & Clank Future: Tools of Destruction | 2007  | Playstation 3                              |
| Ratchet & Clank Future: Quest for Booty      | 2008  | Playstation 3                              |
| Resistance 2                                 | 2008  | Playstation 3                              |
| Ratchet & Clank Future: A Crack in Time      | 2009  | Playstation 3                              |
| Ratchet & Clank: All 4 One                   | 2011  | Playstation 3                              |
| Resistance 3                                 | 2011  | Playstation 3                              |
| Ratchet & Clank: Full Frontal Assault        | 2012  | Playstation 3, Playstation Vita            |
| Outernauts                                   | 2012  | Facebook, Kongregate                       |
| Fuse                                         | 2013  | Playstation 3, Xbox 360                    |
| Ratchet & Clank: Nexus                       | 2013  | Playstation 3                              |
| Sunset Overdrive                             | 2014  | Xbox One                                   |
| Slow Down, Bull                              | 2015  | Microsoft Windows                          |
| Fruit Fusion                                 | 2015  | iOS, Android                               |
| Bad Dinos                                    | 2015  | iOS, Android                               |
| Digit & Dash                                 | 2015  | iOS                                        |
| Ratchet & Clank                              | 2016  | Playstation 4                              |
| Song of the Deep                             | 2016  | Microsoft Windows, Playstation 4, Xbox One |
| Edge of Nowhere                              | 2016  | Oculus Rift                                |
| The Unspoken                                 | 2016  | Oculus Rift                                |
| Feral Rites                                  | 2016  | Oculus Rift                                |
| Spider-Man                                   | 2018  | Playstation 4                              |
| Spider-Man Miles Morales                     | 2020  | Playstation 4, Playstation 5               |
| Ratchet & Clank: Rift Apart                  | 2021  | Playstation 5                              |
| Spider-Man 2                                 | 2023  | Playstation 5                              |
| Wolverine                                    | TBA   | Playstation 5                              |